# Apis mellifera armeniaca
Apis mellifera armeniaca este o subspecie din Armenia a albinei melifere europene (Apis mellifera).